# Empoasca monticola
Empoasca monticola är en insektsart som beskrevs av Heller och Rauno E. Linnavuori 1968. Empoasca monticola ingår i släktet Empoasca och familjen dvärgstritar. Inga underarter finns listade i Catalogue of Life.